# 杨炳延
杨炳延（1948年—），笔名秉延，字三禾，斋号云庐，男，河北新河人，中华人民共和国政治人物、书法家，一级美术师，曾任国家图书馆党委书记、常务副馆长，中国书法家协会理事。